# Anita Simoncini
Anita Simoncini (Montegiardino, 14 april 1999) is een San Marinees zangeres.

## Biografie
In september 2014 maakte de San Marinese publieke omroep bekend dat Anita Simoncini als onderdeel van The Peppermints haar vaderland zou vertegenwoordigen op het Junior Eurovisiesongfestival 2014. Ze was daarmee de eerste San Marinese vertegenwoordiger die ook effectief uit het ministaatje afkomstig was. In Marsa eindigde de groep op een teleurstellende voorlaatste plaats met het nummer Breaking my heart.
Amper twee weken na afloop van het Junior Eurovisiesongfestival 2014 werd bekendgemaakt dat Simoncini samen met de Italiaan Michele Perniola, die San Marino vertegenwoordigde op het Junior Eurovisiesongfestival 2013 en daar tiende en op twee na laatste werd, San Marino zou vertegenwoordigen op het Eurovisiesongfestival 2015. Ze werd daarmee de eerste artiest die aan het Junior Eurovisiesongfestival en meteen daarna aan het Eurovisiesongfestival deelnam. Op het festival kon het duo niet doorstoten naar de finale.
2008: Miodio · 
2011: Senit · 
2012: Valentina Monetta · 
2013: Valentina Monetta · 
2014: Valentina Monetta · 
2015: Michele Perniola & Anita Simoncini · 
2016: Serhat · 
2017: Valentina Monetta & Jimmie Wilson · 
2018: Jessika feat. Jenifer Brening · 
2019: Serhat · 
2021: Senhit feat. Flo Rida · 
2022: Achille Lauro · 
2023: Piqued Jacks · 
2024: Megara · 
2025: Gabry Ponte